# NX CAE
NX CAE — набор средств инженерного анализа, выпускаемый Siemens PLM Software. Вся работа с CAE-приложениями осуществляется через интерфейс пре-постпроцессора NX Advanced FEM, к которому подключаются требуемые расчетные модули. К основным расчетным модулям NX относят NX Nastran, NX Thermal и NX Flow.
14 июня 2016 года компания Siemens PLM Software представила комплексный портфель продуктов для инженерного анализа Simcenter, включающий в себя инструменты для проведения 1D- и 3D-расчётов (в том числе решение NX CAE), физических испытаний, управления данными инженерного анализа, прогнозирования технических характеристик и поведения изделия.

## NX Nastran
NX Nastran — инструмент для проведения компьютерного инженерного анализа (CAE) проектируемых изделий методом конечных элементов (МКЭ) от компании Siemens PLM Software. NX Nastran вместе с дополнительными решателями предназначен для решения как статических, так и динамических линейных и нелинейных задач инженерного анализа.

### История создания
В 1964 году национальное агентство по аэронавтике и исследованию космического пространства США (NASA) для поддержки проектов, связанных с космическими исследованиями и, в частности, для проведения анализа и проектирования средства выведения ракеты носителя «Сатурн V», — ставит задачу разработки программного пакета для проведения конечно-элементного анализа изделий. Выпуск первой коммерческой версии пакета программ NASTRAN (NASA STRuctural ANalysis) состоялся в 1972 году. Одной из компаний, участвовавших в разработке, была MSC (MacNeal-Schwendler Corporation). В 2003 году компания UGS приобрела исходный код программы у MSC.Software, среду и права для дальнейшей разработки и предложения решения на рынке. Современное решение от компании Siemens PLM Software — решатель NX Nastran..

### Описание
Решатель NX Nastran обеспечивает выполнение полного набора инженерных расчетов, включая расчет напряженно-деформированного состояния, собственных частот и форм колебаний, анализ устойчивости, решение задач теплопередачи, исследование установившихся и неустановившихся процессов, нелинейных статических процессов, нелинейных динамических переходных процессов, анализ частотных характеристик, отклика на динамические и случайные воздействия.
Решатель NX Nastran доступен совместно с инженерными системами для подготовки расчетных моделей Patran, NX и Femap или в виде самостоятельного приложения, используемого на специально выделенных CAE-серверах или высокопроизводительных вычислительных кластерах с любыми совместимыми инструментами пре-постпроцессорной обработки NX Nastran.
Система NX Nastran распространена в таких областях промышленности, как аэрокосмическая, автомобильная, судостроение, тяжелое машиностроение, медицина и товары народного потребления, обеспечивая анализ напряжений, вибраций, долговечности, передачи тепла, шума, акустики и аэроупругости. Система обеспечивает высокую степень интеграции с большим числом CAE приложений.
Пакет средств разработки NX Nastran SDK предоставляет пользователям программы инструменты разработки, предназначенные для упрощения использования возможностей NX Nastran в собственных клиентских и отраслевых инструментах.
В декабре 2008 года Siemens PLM Software сообщила о том, что с помощью NX Nastran специалистам компании удалось решить сложную статическую линейную пространственную задачу механики деформируемого твердого тела (МДТТ) для крыла самолета, находящегося под действием изгибающих нагрузок. Для КЭ решения задачи была разработана полномасштабная пространственная КЭ-модель, которая содержала около 98 млн оболочечных и порядка 49 млн пространственных конечных элементов. Общее число уравнений — около 500 млн. Время КЭ-расчёта составило менее 18-ти часов на восьмиядерном сервере IBM Power 570.

## NX Thermal
NX Thermal/NX Advanced Thermal — специализированный расчётный модуль, основанный на разрабатываемом компанией MAYA HTT с 1983 года коде TMG-Thermal, семейства NX Advanced Simulation, предназначенный для решения широкого круга тепловых задач.
При решении могут быть учтены все механизмы теплообмена: теплопроводность, излучение, конвекция. Особенностью решателя является наличие инструментов создания так называемых тепловых связей — упрощенных методик описания тех или иных тепловых процессов. Версия NX Advanced Thermal является расширением модуля NX Thermal и содержит дополнительные инструменты и возможности (параллельные вычисления, пользовательское программирование, расширенные термооптические свойства материалов, тепловой унос вещества и др.) наряду с всем функционалом версии NX Thermal.
На основе модуля NX Advanced Thermal разработан специализированный отраслевой инструмент для расчета теплового состояния космических аппаратов — NX Space Systems Thermal.

## NX Flow
NX Flow/NX Advanced Flow — специализированный модуль для численного моделирования процессов гидрогазодинамики и тепломассообмена на основе решения уравнений Навье-Стокса в стационарной и нестационарной постановках, базирующийся на решении TMG-Flow компании MAYA HTT. NX Flow/NX Advanced Flow позволяет учесть широкий круг физических процессов: сжимаемость, турбулентность, массовые силы, теплообмен, многофазность и пр..
Для моделирования турбулентных течений предоставляет следующие модели: фиксированной вязкости, пути смешения, k-e, k-omega, sst, LES. Данный модуль может работать как со стандартным для всех NX CAE сеточным построителем, так и со специализированным решением, адаптированным к задачам вычислительной газодинамики.
Для ускорения вычислений реализованы алгоритмы параллельной обработки задач.
Между модулями NX Flow и NX Thermal имеется бесшовная связь на уровне постановки задачи и обмена данными в процессе расчета. Интеграция позволяет совместно решать задачи течения жидкости или газа в трехмерной и одномерной постановках (1D-3D).